# داء متماثلات البوائغ
داء متماثلات البوائغ هو مرض معوي يصيب الإنسان سببه طفيلي يدعى بمتماثلة البوائغ البديعة (Isospora belli). يوجد هذا الداء في كل العالم وخصوصا في المناطق المدارية وشبه المدارية. تحدث العدوى عادة في الأشخاص الذين يعانون من نقص المناعة وخصوصا متلازمة نقص المناعة المكتسبة. سجلت أول إصابة بهذا المرض في عام 1915.

## العوامل المسببة
متماثلة البوائغ البديعة (Isospora belli) وهي كائن طفيلي من الأكريات (Coccidia) تصيب الخلايا الظهارية في معي الإنسان، وتعد أقل أنواع الأكريات الثلاثة التي تصيب معي الإنسان (وهي التوكسوبلازما وخفية الأبواغ ومتماثلة الأبواغ).

## الأعراض
تمتاز الأعراض بوجود إسهال حاد بدون دم وأل بطن مع غازات، وقد تستمر الأعراض لأسابيع مما قد تسبب سوء امتصاص وفقدان وزن. قد يكون الإسهال شديدا في حالة الأطفال والرضع ومرضى نقص المناعة. كما قد توجد حالة كثرة اليوزينيات، وهو ما يختلف عن بقية الأمراض الطفيلية.

## العلاج
يعد تريميثوبريم/سلفاميثوكسازول العلاج المختار لهذا المرض.